# 小泉仲治
小泉 仲治（こいずみ なかじ、1909年（明治42年）2月20日 - 2000年（平成12年）12月14日）は、昭和から平成時代初期の政治家。埼玉県深谷市長。位階は従五位。勲四等瑞宝章。

## 経歴
埼玉県出身。1929年（昭和4年）早稲田高等工学校土木工学科卒業。1958年（昭和33年）深谷市技監に任じ、1971年（昭和46年）助役を経て、1975年（昭和50年）から同市長に4選した。

## 栄典
勲章等
- 1991年（平成3年） - 勲四等瑞宝章[1]
- 死没日付をもって従五位に叙された[3]